# British Home Championship 1926
British Home Championship 1926 – trzydziesta siódma edycja turnieju piłki nożnej między reprezentacjami z Wielkiej Brytanii. Tytułu broniła, z powodzeniem, Reprezentacja Szkocji. Królem strzelców imprezy po raz kolejny został Hughie Gallacher

## Turniej
| 24 października 1925 | Irlandia | 0 : 0Raport | Anglia | Windsor Park, Belfast Widzów: 30 000 Sędzia: William Nunnerley |
|                      |          |             |        |                                                                |

| 31 października 1925 | Walia | 0 : 3 | Szkocja · Duncan · McLean · Clunas | Ninian Park, Cardiff |
|                      |       |       |                                    |                      |

| 13 lutego 1926 | Irlandia · Curran · Gillespie | 3 : 0 | Walia | Windsor Park, Belfast |
|                |                               |       |       |                       |

| 27 lutego 1926 | Szkocja · Gallacher · Cunningham | 4 : 0 | Irlandia | Ibrox Park, Glasgow |
|                |                                  |       |          |                     |

| 1 marca 1926 | Anglia · Walker 47' | 1 : 3(0 : 3)Raport | Walia · Fowler · Davies | Selhurst Park, Londyn Widzów: 23 000 Sędzia: William Rusell |
|              |                     |                    |                         |                                                             |

| 17 kwietnia 1926 | Anglia | 0 : 1(0 : 1)Raport | Szkocja · Jackson 36' | Old Trafford, Manchester Widzów: 49 000 Sędzia: Thomas R. Dougray |
|                  |        |                    |                       |                                                                   |

## Tabela
| Msc. | Zespół   | M | W | R | P | Br+ | Br- | Pkt |
| ---- | -------- | - | - | - | - | --- | --- | --- |
| 1    | Szkocja  | 3 | 3 | 0 | 0 | 8   | 0   | 6   |
| 2    | Irlandia | 3 | 1 | 1 | 1 | 3   | 4   | 3   |
| 3    | Walia    | 3 | 1 | 0 | 2 | 3   | 7   | 2   |
| 4    | Anglia   | 3 | 0 | 1 | 2 | 1   | 4   | 1   |

## Strzelcy
3 gole
- Hughie Gallacher

2 gole
- Sammy Curran
- Jack Fowler

1 gol
- John Duncan
- Adam McLean
- William Clunas
- Billy Gillespie
- Andy Cunningham
- Billy Walker
- Willie Davies
- Alex Jackson